# Copa Korać 1990-91
La Copa Korać 1990-91 fue la vigésima edición de la Copa Korać, competición creada por la FIBA para equipos europeos que no disputaran ni la Copa de Europa ni la Recopa. Participaron 60 equipos, dos más que en la edición anterior. El campeón fue el Clear Cantù, que lograba su cuarto título, derrotando en la final a los españoles del Real Madrid.

## Primera ronda
| Equipo 1                  | Agr.    | Equipo 2                   | Ida    | Vuelta  |
| ------------------------- | ------- | -------------------------- | ------ | ------- |
| Fenerbahçe                | 142–155 | Go Pass Verviers-Pepinster | 83–77  | 59–78   |
| APOEL                     | 110–174 | Ranger Varese              | 55–87  | 55–87   |
| ICED București            | 148–245 | VEF Rīga                   | 89–106 | 59–139  |
| Ludwigsburg               | 154–186 | Iraklis                    | 92–91  | 62–95   |
| Solna                     | 173–185 | Mulhouse                   | 81–92  | 92–93   |
| Tungsram                  | 147–187 | Efes Pilsen                | 70–90  | 77–97   |
| Citroën Klagenfurt        | 153–141 | Inter Slovnaft             | 69–59  | 84–82   |
| KTP                       | 162–172 | Budivelnyk                 | 84–88  | 78–84   |
| Möllersdorf Traiskirchen  | 138–212 | Trane Castors Braine       | 76–111 | 62–101  |
| Stal Bobrek Bytom         | 185–213 | Hapoel Tel Aviv            | 98–125 | 87–88   |
| Magdeburg                 | 113–243 | Smelt Olimpija             | 46–122 | 67–121  |
| Panathinaikos             | 144–139 | Sparta Praha               | 72–64  | 72–75   |
| Beira-Mar                 | 177–182 | Olympique Antibes          | 81–77  | 96–105  |
| SKA Alma-Ata              | 156–151 | Akademik Varna             | 85–63  | 71–88   |
| Panasonic Reggio Calabria | 165–153 | Hapoel Jerusalem           | 71–62  | 94–91   |
| Universitatea Cluj        | 184–192 | Panionios                  | 98–89  | 86–103  |
| Etzella                   | 173–175 | KBS Orca's                 | 103–97 | 70–78   |
| Charlottenburg            | 162–145 | Caja Ronda                 | 88–77  | 74–68   |
| AEK                       | 230–190 | Alvik                      | 123–98 | 107–92  |
| Tofaş                     | 150–175 | Phonola Caserta            | 74–86  | 76–89   |
| Apollon Limassol          | 150–175 | Estudiantes Caja Postal    | 74–86  | 76–89   |
| Gravelines                | 156–146 | Nashua EBBC                | 89–72  | 67–74   |
| Honvéd                    | 164–162 | Çukurova Üniversitesi      | 96–86  | 68–76   |
| Sunair Oostende           | 195–189 | Pau-Orthez                 | 100–80 | 95–109  |
| Kalev                     | 193–172 | Baník Cígeľ Prievidza      | 107–87 | 86–85   |
| VGNN Donar                | 153–192 | Vojvodina                  | 80–90  | 73–102  |
| Massagno                  | 124–244 | Clear Cantù                | 84–118 | 40–126  |
| Maccabi Brussels          | 202–209 | Bellinzona                 | 96–100 | 106–109 |

## Segunda ronda
| Equipo 1                   | Agr.    | Equipo 2             | Ida    | Vuelta  |
| -------------------------- | ------- | -------------------- | ------ | ------- |
| Go Pass Verviers-Pepinster | 183–187 | Ranger Varese        | 74–84  | 109–103 |
| VEF Rīga                   | 189–200 | Iraklis              | 113–97 | 76–103  |
| Mulhouse                   | 174–166 | Efes Pilsen          | 87–70  | 87–96   |
| Citroën Klagenfurt         | 110–192 | Real Madrid          | 63–112 | 47–80   |
| Budivelnyk                 | 167–172 | Trane Castors Braine | 94–83  | 73–89   |
| Hapoel Tel Aviv            | 171–170 | Smelt Olimpija       | 77–67  | 94–103  |
| Panathinaikos              | 190–180 | Olympique Antibes    | 97–80  | 93–100  |
| SKA Alma-Ata               | 178–198 | Cibona               | 82–88  | 96–110  |
| Panasonic Reggio Calabria  | 154–163 | Panionios            | 77–73  | 77–90   |
| KBS Orca's                 | 143–165 | Charlottenburg       | 70–71  | 73–94   |
| AEK                        | 154–174 | Phonola Caserta      | 87–74  | 67–100  |
| Estudiantes Caja Postal    | 145–144 | Gravelines           | 77–66  | 68–78   |
| Honvéd                     | 147–189 | Sunair Oostende      | 71–91  | 76–98   |
| Kalev                      | 156–167 | Zadar                | 85–75  | 71–92   |
| Vojvodina                  | 167–169 | Clear Cantù          | 82–81  | 85–88   |
| Bellinzona                 | 164–242 | Montigalà Joventut   | 96–121 | 68–121  |

## Octavos de final
Los octavos de final se jugaron dividiendo los 16 equipos clasificados en cuatro grupos con un sistema de todos contra todos.
|  | Los dos primeros clasificados avanzan a cuartos de final |

|    | Equipo               | PJ | Pts | G | P | PF  | PC  | Dif. |
| -- | -------------------- | -- | --- | - | - | --- | --- | ---- |
| 1. | Clear Cantù          | 6  | 12  | 6 | 0 | 548 | 473 | +75  |
| 2. | Real Madrid          | 6  | 10  | 4 | 2 | 539 | 484 | +55  |
| 3. | Panathinaikos        | 6  | 7   | 1 | 5 | 491 | 548 | -57  |
| 4. | Trane Castors Braine | 6  | 7   | 1 | 5 | 518 | 591 | -73  |

|    | Equipo          | PJ | Pts | G | P | PF  | PC  | Dif. |
| -- | --------------- | -- | --- | - | - | --- | --- | ---- |
| 1. | Phonola Caserta | 6  | 11  | 5 | 1 | 518 | 458 | +60  |
| 2. | Cibona          | 6  | 9   | 3 | 3 | 535 | 480 | +55  |
| 3. | Charlottenburg  | 6  | 8   | 2 | 4 | 502 | 540 | -38  |
| 4. | Hapoel Tel Aviv | 6  | 8   | 2 | 4 | 481 | 558 | -77  |

|    | Equipo             | PJ | Pts | G | P | PF  | PC  | Dif. |
| -- | ------------------ | -- | --- | - | - | --- | --- | ---- |
| 1. | Montigalà Joventut | 6  | 11  | 5 | 1 | 532 | 387 | +145 |
| 2. | Mulhouse           | 6  | 9   | 3 | 3 | 466 | 533 | -67  |
| 3. | Ranger Varese      | 6  | 8   | 2 | 4 | 523 | 563 | -40  |
| 4. | Iraklis            | 6  | 8   | 2 | 4 | 510 | 548 | -38  |

|    | Equipo                  | PJ | Pts | G | P | PF  | PC  | Dif. |
| -- | ----------------------- | -- | --- | - | - | --- | --- | ---- |
| 1. | Zadar                   | 6  | 10  | 4 | 2 | 589 | 538 | +51  |
| 2. | Estudiantes Caja Postal | 6  | 10  | 4 | 2 | 526 | 501 | +25  |
| 3. | Panionios               | 6  | 10  | 4 | 2 | 558 | 556 | +2   |
| 4. | Sunair Oostende         | 6  | 6   | 0 | 6 | 524 | 602 | -78  |

## Cuartos de final
| Equipo 1           | Agr.    | Equipo 2                | Ida   | Vuelta |
| ------------------ | ------- | ----------------------- | ----- | ------ |
| Clear Cantù        | 160–147 | Cibona                  | 80–70 | 80–77  |
| Phonola Caserta    | 150–153 | Real Madrid             | 92–79 | 58–74  |
| Montigalà Joventut | 156–155 | Estudiantes Caja Postal | 93–79 | 63–76  |
| Zadar              | 151–164 | Mulhouse                | 84–84 | 67–80  |

## Semifinales
| Equipo 1    | Agr.    | Equipo 2           | Ida   | Vuelta |
| ----------- | ------- | ------------------ | ----- | ------ |
| Real Madrid | 151–149 | Montigalà Joventut | 71–75 | 80–74  |
| Mulhouse    | 136–149 | Clear Cantù        | 82–85 | 54–64  |

## Final
| Equipo 1    | Agr.    | Equipo 2    | Ida   | Vuelta |
| ----------- | ------- | ----------- | ----- | ------ |
| Real Madrid | 164–168 | Clear Cantù | 71–73 | 93–95  |

| 20 de marzo de 1991 | Real Madrid                                                          | 71–73                | Clear Cantù                                                     | |  |
|                     | Parciales: 36-34, 35-39                                              |                      |                                                                 | |  |
|                     | Estadísticas Carl Herrera, 19 Carl Herrera, 15 José Luis Llorente, 8 | Reporte Pts Reb Asts | Estadísticas Pace Mannion, 33 Davide Pessina, 6 Pace Mannion, 3 | Pabellón: Palacio de los Deportes, Madrid Asistencia: 9.000 espectadores Árbitros: Zoran Grbac (YUG), Ulf Örhman (SWE) |  |

| 27 de marzo de 1991 | Clear Cantù                                                       | 95–93                | Real Madrid                                                                   | |  |
|                     | Parciales: 37-45, 40-34 (T.E.: 18-14*)                            |                      |                                                                               | |  |
|                     | Estadísticas Pace Mannion, 35 Roosevelt Bouie, 13 Pace Mannion, 5 | Reporte Pts Reb Asts | Estadísticas José Luis Llorente, 21 Stanley Roberts, 10 José Luis Llorente, 4 | Pabellón: PalaSport Pianella, Cucciago Asistencia: 4.500 espectadores Árbitros: Kostas Rigas (GRE), Carl Jungerbrand(FIN) |  |

*El partido acabó 77-79, lo que igualaba la diferencia de dos puntos que traía el Clear de la ida, por lo que se disputó una prórroga.
| Campeón de la Copa Korać 1990–91 |
| -------------------------------- |
| Clear Cantù 4º título            |